# ميل موسكو
ميل (روسية: Миль) هو الاسم المختصر للشركة السوفييتية\الروسية لصناعة المروحيات «مصنع ميل موسكو للمروحيات» (روسية: Московский вертолётный завод им. М.Л. Миля). سمي المصنع على اسم مؤسسه ميخائيل ميل. 

## المروحيات المنتجة
- ميل مي-1، 1948 - مروحية خفيفة متعددة المهام.
- ميل مي-2، 1965 - مروحية خفيفة متعددة المهام.
- ميل مي-3، الستينات - مروحية خفيفة متعددة الاستخدامات.
- ميل مي-4، 1955 - مروحية نقل ومروحية صائدة للغواصات.
- ميل مي-6، 1957 - مروحية نقل ثقيلة.
- ميل مي-8، 1968 - مروحية متعددة الاستخدامات.
- ميل مي-10، 1962-1963 - مروحية نقل «ونش السماء».
- ميل مي-14، 1978 - مروحية صائدة للغواصات.
- ميل مي-17، 1974 - مروحية نقل.
- ميل مي-24، 1978 - مروحية مقاتلة ثقيلة.
- ميل مي-25، 1978 - نسخة معدة للتصدير من الميل مي-24.
- ميل مي-26، 1977 - مروحية نقل ثقيل، أثقل مروحية في العالم.
- ميل مي-28، 1984 - مروحية هجومية.

- ميل مي-34، 1986 - مروحية خفيفة.

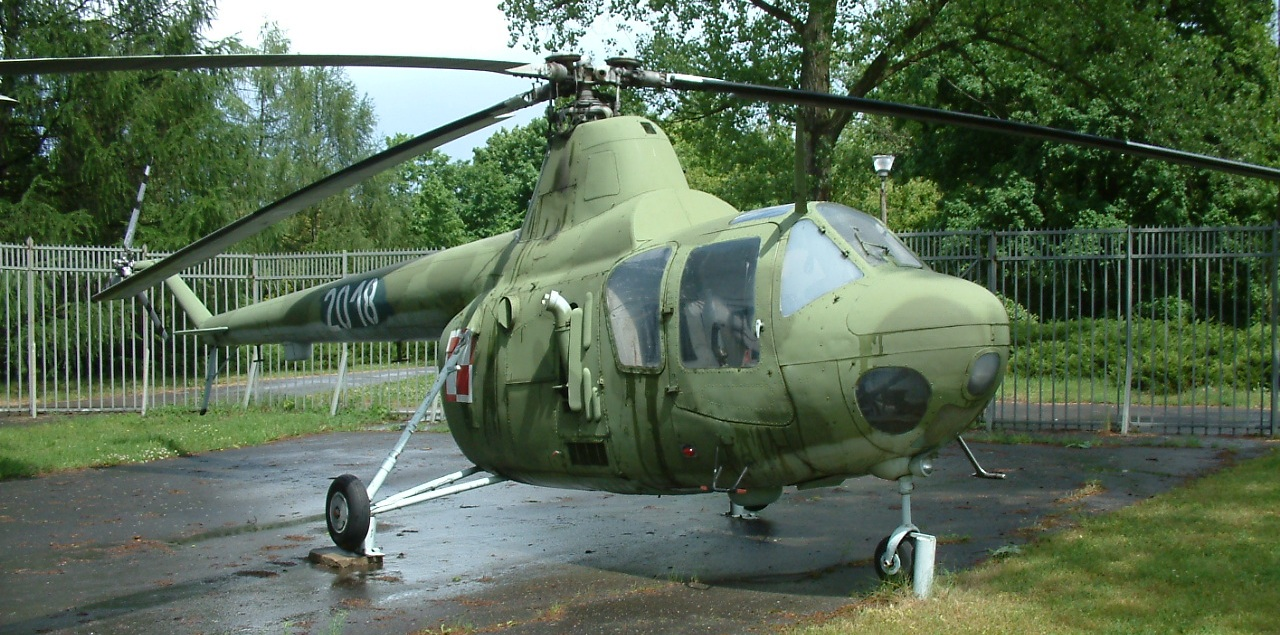
مروحية ميل مي-1

- ميل مي-35، 1978 - نسخة معدة للتصدير من الميل مي-24.
- ميل مي-38، 2000 - مروحية شحن/متعددة الاستخدامات.

## المروحيات الاختبارية والتي لم تنتج
- ميل في-5، أواخر الخمسينات - مروحية نقل متوسطة.
- ميل في-7، أواخر الخمسينات - مروحية بأربع مقاعد.
- ميل في-12، أواخر الستينات - مروحية نقل ثقيل صنع منها نموذجان، أكبر مروحية في العالم.
- ميل في-16، أواخر الستينات - مروحية شحن/نقل ثقيل.
- ميل-18، أنتج منها النماذج الأولية فقط، شبيهة بالميل مي-8.
- ميل مي-20، مروحية خفيفة جدا متعددة الاستخدامات.
- ميل مي-22، صممت ولم تصنع.
- ميل مي-30، طائرة إقلاع عامودي، صممت ولم تصنع.
- ميل مي-32، مروحية نقل ثقيلة جدا، لم تصنع.
- ميل مي-36، أوائل الثمانينات - لم تصنع.
- ميل مي-40، أوائل الثمانينات - نسخة غير هجومية من الميل مي-28 لم تصنع.
- ميل مي-42، 1985 - مروحية بديلة للميل-40 لم تصنع أيضا.
- ميل مي-44، منتصف الثمانينات - كانت ستعد تطورا للميل-43، لم تصنع.
- ميل مي-46، 1992 - طائرة شحن ثقيلة لتستبدل الميل مي-6.
- ميل مي-54، 1992 - كان من المفترض أن تحل محل الميل-2 والميل مي-8.
- ميل مي-60، 2001 - مروحية خفيفة بثلاث مقاعد.
- ميل مي-115، 2001 - اسم اخر للميل مي-60.
- ميل مي-171، طراز اخر من الميل مي-17.
- ميل مي-172، طراز اخر من الميل مي-17.
- ميل مي-234، طراز اخر من الميل مي-34.